# Michele Tripisciano
Michele Tripisciano (Caltanissetta, 13 luglio 1860 – Caltanissetta, 21 settembre 1913) è stato uno scultore italiano.
Fu un testimone ed interprete di una cultura artistica che trova, nel rispetto della classicità, la sua connotazione principale.

## Biografia

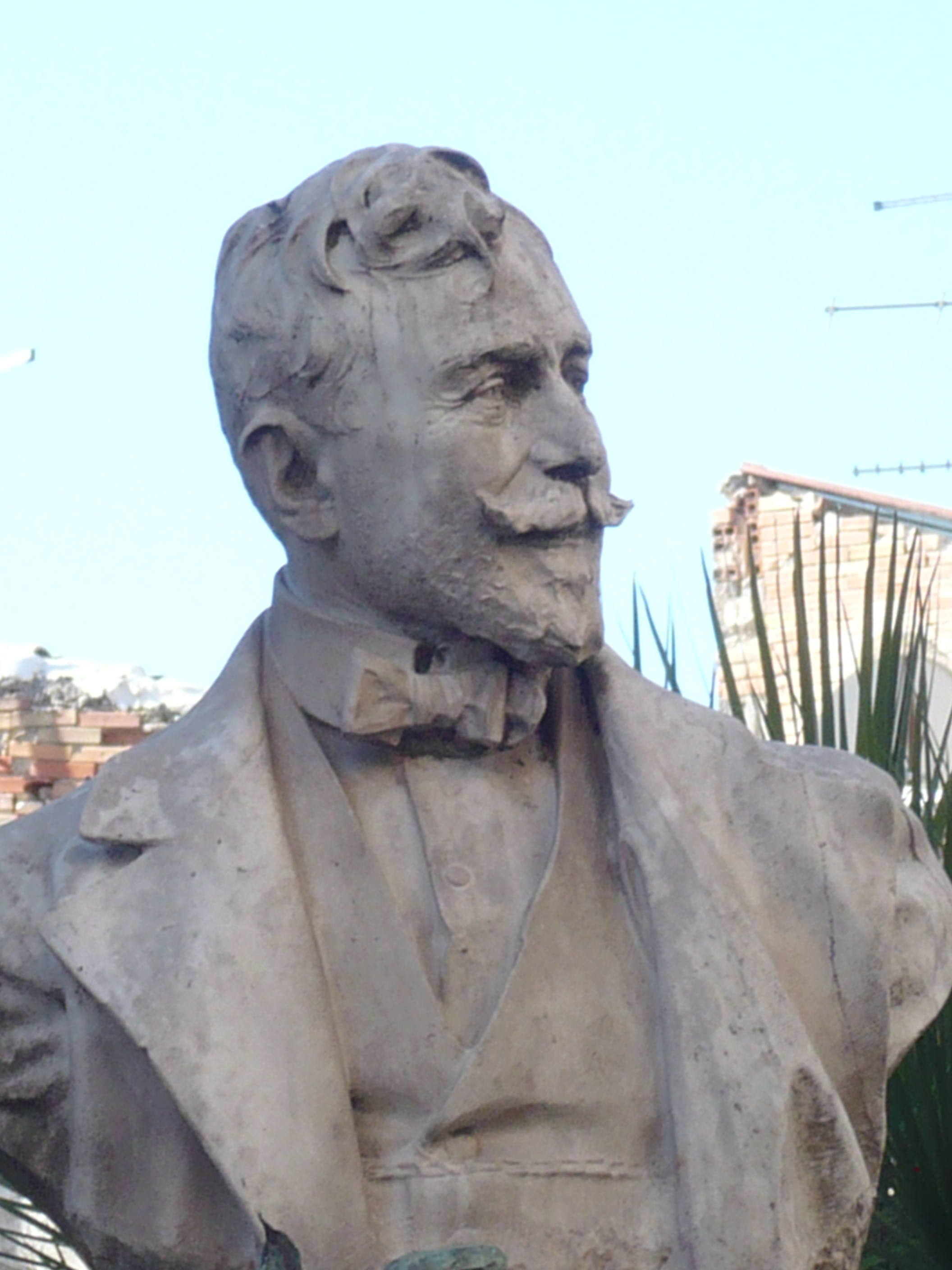
Busto dello scultore Enrico Quattrini dedicato a Michele Tripisciano

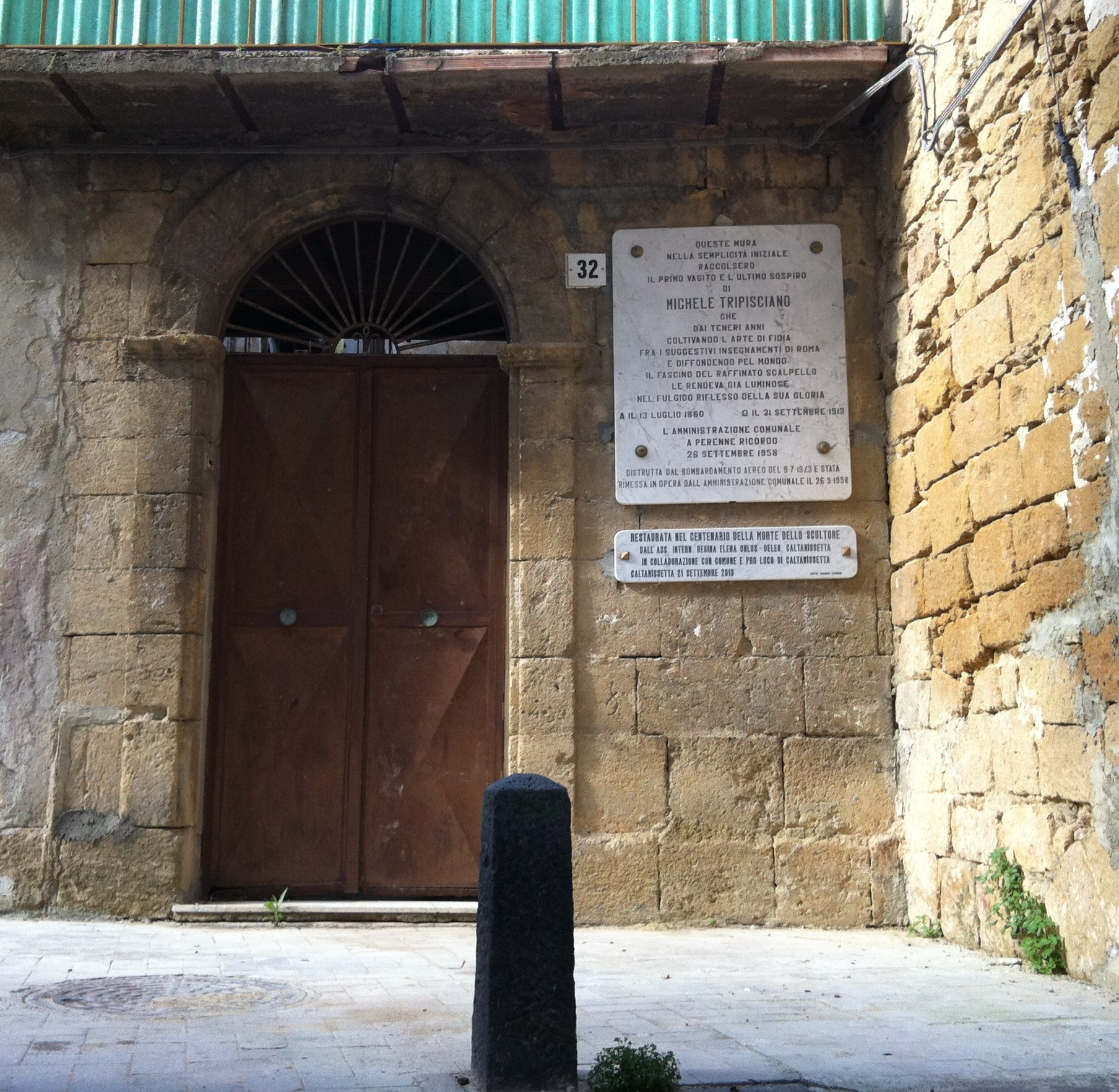
Casa natale in via Ciantro Marrocco

Terzogenito, dopo Benedetto e Michela Maria e prima di Giuseppe (morto a 1 mese), Giuseppa (morta a 2 anni), Giuseppe e Carmela (morta a 4 anni), figlio di Ferdinando Tripisciano (1826 - 1904) di professione quartararo (vasaio), e di Calogera Falci (1834-1916), nacque nell'antico quartiere della Saccarella a Caltanissetta.
Sin da piccolo ebbe dimestichezza con le argille con le quali creava bozzetti vari.
Cosa questa che fu notata dal barone e suo mecenate Guglielmo Luigi Lanzirotti e dell'onorevole Pugliese.
Questi lo indussero nel 1873 a studiare a Roma presso l'Ospizio San Michele dove fu allievo del prof. di disegno figurato Alessandro Coccanini, del prof. di prospettiva Enrico Becchetti, del prof. di architettura Pietro Benedetti e del prof. Coccurri di ornato.
Successivamente operò dal 1880 al 1888 nella famosa scuola-bottega dello scultore Francesco Fabi Altini, dove imparò che «la scultura deve vivere» nel rispetto della forma accademica.
Nel 1884 realizza la sua prima opera premiata, Mario sulle rovine di Cartagine, per il concorso dell'Accademia nazionale di San Luca, dove conquista la medaglia d'argento.
Nel 1888, ormai maturo e consapevole dei suoi mezzi, lascia lo studio dello scultore Fabio Altini e prende uno studio proprio in via Aureliana a Roma. Successivamente si sposa con Edvige Carli dalla quale avrà un figlio, Ferdinando.
Tripisciano rimase a Roma per più di un ventennio partecipando attivamente alla vita artistica della capitale e conoscendo giornalisti, poeti ed artisti; pur mantenendo forte il legame con la città natale, anche per la presenza dei genitori e della sorella che tornava ogni estate a visitare.
Le sue capacità tecniche e la sua adesione a modelli formali classici gli consentirono di ottenere importanti commesse di opere pubbliche commemorative in varie parti di Italia: infatti tutta la sua produzione è grandemente celebrativa.
Dopo il successo dell'inaugurazione del Monumento a Giuseppe Gioachino Belli, avvenuta il 4 maggio 1913 e realizzata in tempi molto stretti e per questo fisicamente provato, Tripisciano decise di ritornare a Caltanissetta per un necessario riposo.
Che pur mirando ad eternare il Belli,

Sei riuscito a immortalar te stesso!»
(Cav. Avv. Giuseppe Geraci "Lazio ieri e oggi”, fascicolo XXV -1989.)
Qui, a seguito di un'improvvisa infezione polmonare, morì il mattino del 21 settembre 1913 a soli 53 anni, nella sua casa natale di via Ciantro Marrocco, 32. Venne sepolto il martedì 23 settembre alle ore 10.00 nella Cappella dei Lanzirotti.
Lasciò in testamento tutte le opere e i bozzetti in gesso (gipsoteca) del suo studio alla città di Caltanissetta. Questa solamente dopo il 2010 crea il museo a lui dedicato, oggi aperto al pubblico.
Egli donò, anche, la sua intera raccolta di libri alla biblioteca Scarabelli. Inoltre, secondo le cronache, memore dell'episodio di cecità temporanea, subita in giovane età, donò diecimila lire dell'epoca per la sezione oculistica dell'ospedale civile nisseno.
Inoltre, lasciò un fondo di 6.000 lire per l'erezione di un busto ad opera di un suo amico, Enrico Quattrini, con la sua effigie: busto che verrà eretto nel 1922 nella piazza a lui dedicata.

### Commemorazioni
Nel 1922 venne intitolata in città, lungo la via Vittorio Emanuele II, una piazza, piazzetta Tripisciano, a suo nome, insieme alla messa in posa di un busto ad opera dello scultore Enrico Quattrini.

Piazzetta Tripisciano intorno al 1922
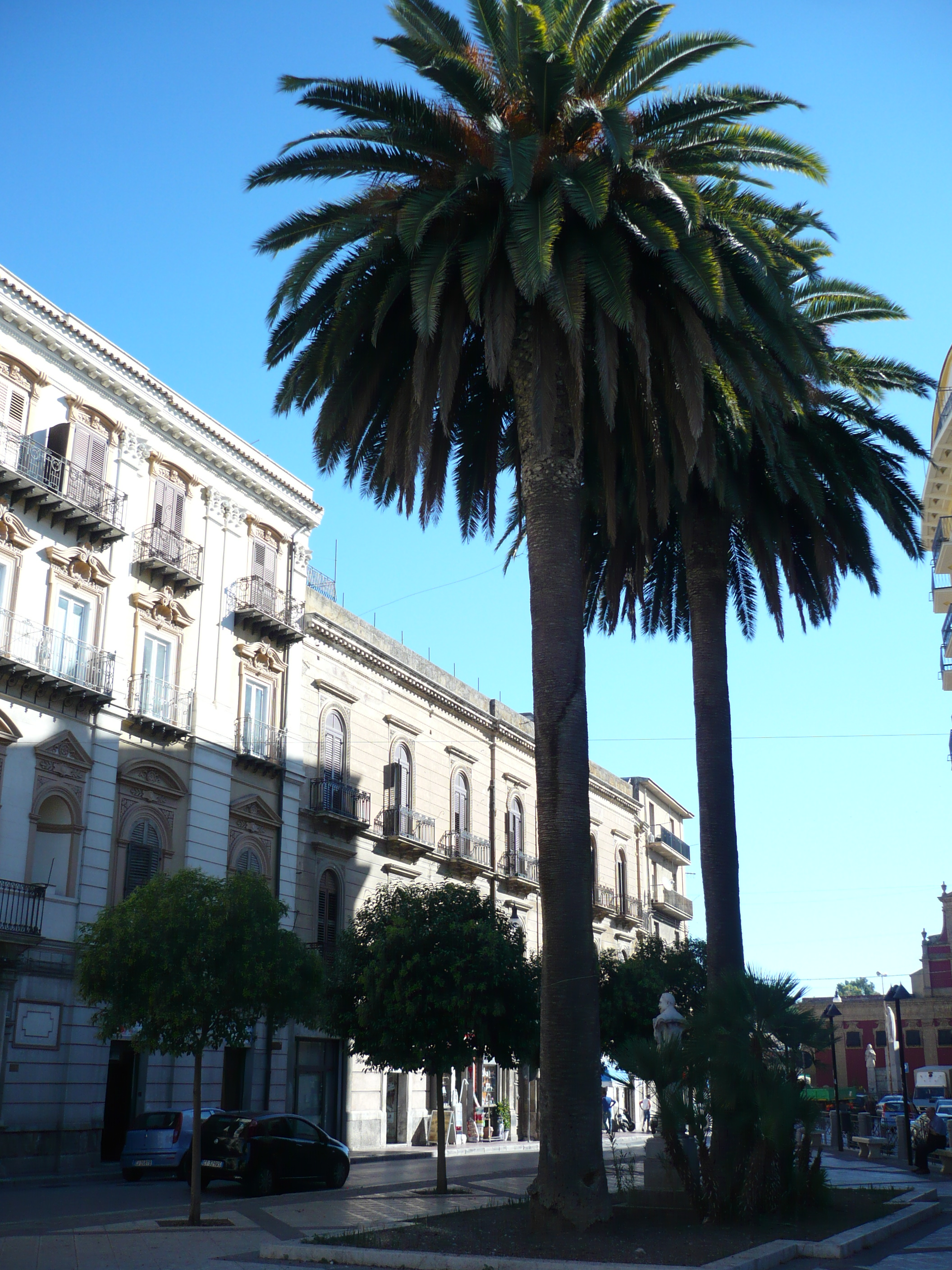
Piazzetta Tripisciano nel 2013
Piazzetta Tripisciano busto dello scultore intorno al 1922
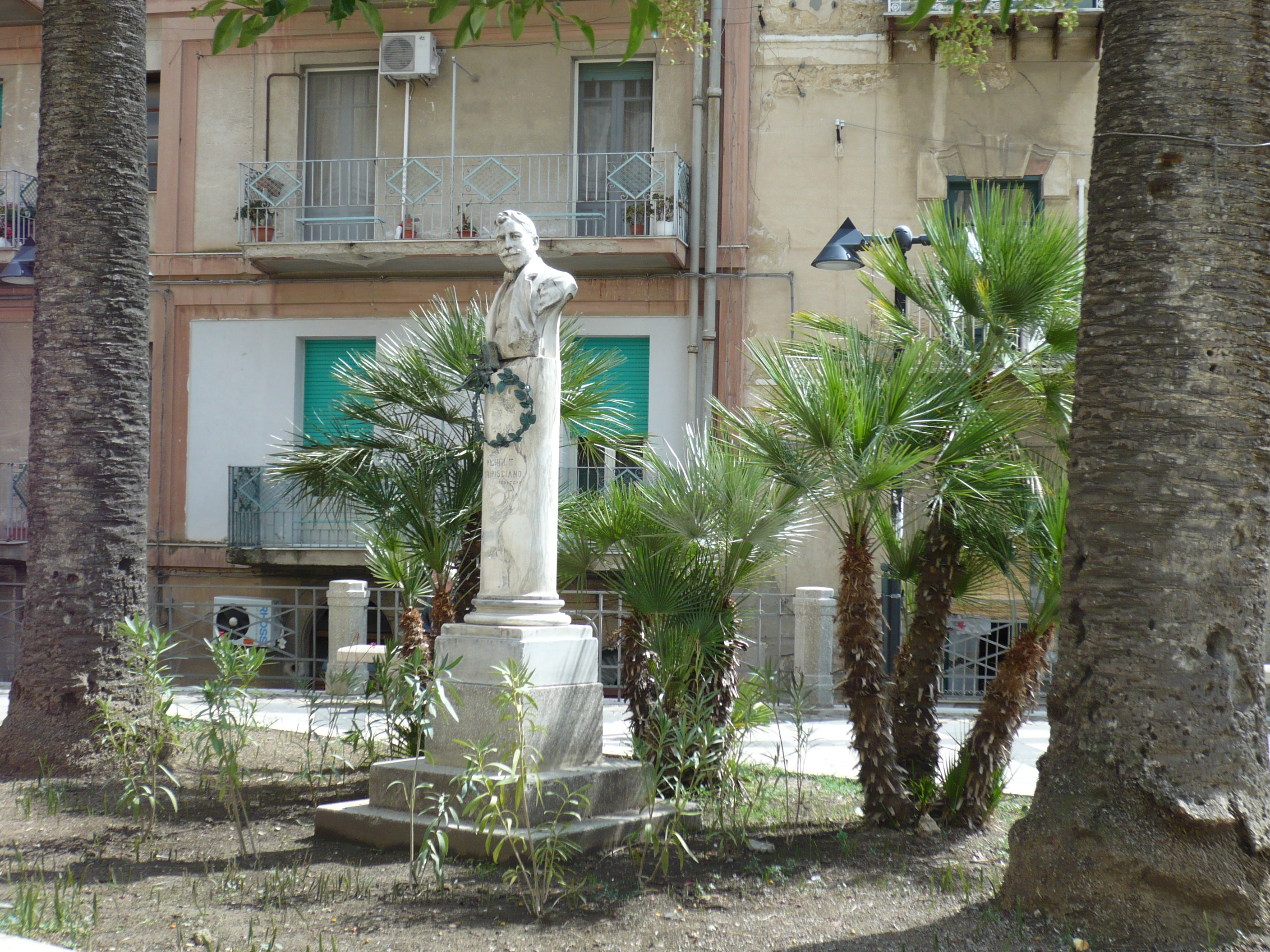
Piazzetta Tripisciano busto dello scultore

Il 21 settembre 2013, per i cento anni della morte, la città di Caltanissetta ha ospitato diverse manifestazioni commemorative alla memoria dell'illustre concittadino scomparso cento anni prima; tra queste, in occasione della "Notte di Cultura", è stato presentato il numero 12 della rivista Archivio Nisseno edita dalla Società Nissena di Storia Patria che ospita 150 pagine interamente dedicate all'artista.
Inoltre, la stessa mattina in coincidenza dei cento anni esatti della morte, alla presenza dei parenti dell'artista, delle autorità e del Vescovo, viene benedetta ed inaugurata la tomba monumentale dedicata allo scultore nisseno. L'unica erede vivente dello scultore: Lucia Politi Tripisciano critica l'idea di spostare le spoglie mortali del nonno da sempre tumulate nella tomba della famiglia del Barone Lanzirotti che fu il suo mecenate e benefattore.
In data 11 ottobre 2013 nei locali del museo Tripisciano viene inaugurata la mostra:  "I disegni di Tripisciano", mostra di disegni e pitture inedite dell'artista. Questi disegni e pitture sono conservati presso collezioni private e sono state eccezionalmente esposte, insieme alle opere in gesso e in marmo conservate nello stesso museo nisseno, in occasione della commemorazione del centenario della scomparsa dell'artista.

## Opere
Tecnicamente molto capace con creta, gesso, marmo e bronzo: aderisce ai moduli formali di un classicismo ideale, con una cura per la una compostezza formale dei soggetti rappresentati e per il sempre attento rapporto per il pieno e il vuoto. Rientrando a pieno titolo, per questo, in un conformismo accademico orientato ad un neoclassicismo ideale.
Tra i primi riconoscimenti ricevuti vinse i concorsi per il conferimento della pensione artistica del «Lascito Stanzani» per l'esecuzione del busto di Pasquale Mancini, collocato nella Camera dei deputati.
Nel 1884 ottenne con l'opera Caio Mario sulle rovine di Cartagine, la medaglia d'argento dell'Accademia di San Luca.
Nella Esposizione delle Belle Arti negli Stati Uniti di America (1890) ottenne il Primo premio col bozzetto di Cristoforo Colombo.
Nel 1900 fu insignito dal re Umberto I di Savoia della Croce di Cavaliere dell'Ordine della Corona d'Italia e nel 1912 da Vittorio Emanuele III dell'onorificenza di Cavaliere dell'Ordine dei Santi Maurizio e Lazzaro.

### Opere nissene
Molta della produzione di Tripisciano è presente a Caltanissetta, sua città natale, alla gipsoteca di Palazzo Moncada dove è ospitato il costruendo Museo Tripisciano.
In questo museo è conservata, ed in parte esposta, la gran parte delle opere in gesso prodotte come studio e come bozzetti preparatori per le opere poi realizzate dall'artista sia in bronzo che in marmo.
Queste sono le opere presenti in punto di morte dell'artista, nel suo studio di Via Aureliana a Roma, e donate per volontà testamentaria interamente alla città natale.
La mostra permanente delle sue opere è parzialmente visibile presso le quattro sale espositive del palazzo Moncada in Largo Paolo Barile.
Secondo diversi studiosi, questa collezione di bozzetti rappresenta una "rarità", per la possibilità unica di studiare il percorso preparatorio dell'artista nel realizzare le sue opere. Grazie a questi gessi preparatori ricerche future consentiranno di comprendere meglio il ruolo avuto nella storia dell'arte da Tripisciano; soprattutto in riferimento all'epoca storica in cui visse, compresa tra l'unità d'Italia e la prima guerra mondiale.
Altre opere presenti in città sono le statue e i busti, in marmo o bronzo, commissionati all'artista dalle Amministrazioni o da Privati.
| Foto | Opera                                                             | Anno | Materiale        | Note descrittive |
| ---- | ----------------------------------------------------------------- | ---- | ---------------- | --- |
|      | Busto del Petrarca                                                | 1875 | Gesso            | Opera giovanile successivamente dipinta da mano ignota, oggi visibile degli uffici del Palazzo della Provincia a Caltanissetta. |
|      | Busto di Cesare Ottaviano Augusto, copia di un “originale antico” | 1883 | Gesso            | È il primo busto di marmo fino ad oggi documentato, realizzato nel 1883 nello studio romano di Fabio Altini frequentato dal 1880 al 1885 dopo aver conseguito gli studi presso l’Ospizio romano di San Michele a Ripa. |
|      | L'angelo della Tomba Testasecca di Caltanissetta                  | 1886 | Gesso            | Opera creata in preparazione della statua per la tomba di famiglia dei Testasecca. Essa posta in alto si mostra con lo sguardo rivolto verso il basso, come per accogliere i visitatori. Sul capo, un'aureola decorata e con una tunica lunga sino ai piedi. |
|      | Quei tempi non tornano più                                        | 1883 | Terracotta       | Opera in terracotta di cm 31 x 50 creata a Roma il 18 luglio 1883, oggi conservata nel Palazzo della Provincia di Caltanissetta. Essa mostra le fattezze di un vecchio di 75 anni il cui volto mostra nostalgia, nel ricordo di tempi che furono, con le sopracciglia sollevate, gli occhi aperti e la bocca che sembra sospirare. |
|      | Busto di Vitt. Emanuele II                                        | 1891 | Marmo            | Busto di Vittorio Emanuele II di Savoia in alta uniforme, è un'opera che a pieno titolo rientra tra i ritratti storico-realistici più importanti della sua carriera, oggi è visibile nella villa Amedeo a Caltanissetta. Foto storica del busto nella Villa Amedeo. |
|      | Busto del Barone Lanzirotti                                       | 1901 | Gesso            | Busto in gesso del 1901 del Barone Guglielmo Luigi Lanzirotti esposto presso la Camera di Commercio di Caltanissetta. |
|      | Altorielievo di Padre Nicola Sciales                              | 1903 | Marmo            | Padre Nicola Sciales della Congregazione Olivetana illuminato rettore della Chiesa di Sant'Agata al Collegio posto nella navata centrale destra della stessa chiesa. |
|      | Crocifisso di S Lucia                                             | 1903 | Bronzo           | Crocifisso donato da Michele Tripisciano alla Chiesa di Santa Lucia, santa cui era devoto, per disposizione testamentaria. |
|      | Fontana del Tritone                                               | 1955 | Bronzo           | La fontana fu inaugurata il 15 dicembre 1956 e rappresenta un cavallo marino, imbizzarrito per la presenza di due mostri marini, trattenuto da un Tritone. I mostri sono opera dello scultore palermitano Giovanni Rosone. |
|      | Fontana del Tritone                                               | 1955 | Bronzo           | In primo piano gruppo scultoreo in bronzo del gruppo mitologico del cavallo marino imbizzarrito, trattenuto da un tritone, perché insidiato da due mostri marini alati. Il monumento fu inaugurato il 15 dicembre 1956, esso venne realizzato dal Tripisciano prima in gesso, come prototipo per il marmo della fontana del Tritone del comune di Marino nel 1889. Il gesso fu conservato fino al 1955, presso l'androne del Palazzo del Carmine a Caltanissetta, fino a quando l'architetto nisseno Gaetano Averna lo utilizzò, distruggendolo, come calco per una copia in bronzo. Questa copia in bronzo è oggi nella fontana di piazza Garibaldi insieme ai due mostri marini anch'essi in bronzo, in sostituzione ad un vecchio lampione in ferro a cinque luci ottocentesco. |
|      | Fontana del Tritone                                               | 1955 | Bronzo           | |
|      | Statua di Umberto I                                               | 1911 | Bronzo           | Mostra il re di Italia Umberto I, in alta uniforme. Essa è sita, nell'omonima via cittadina, su un alto basamento che da monumentalità all'opera posta in situ nel 1922; la statua è in bronzo ed è un esempio di opera storica realizzata in chiave realistica. |
|      | Statua di Umberto I                                               | 1922 | Caltanissetta    | |
|      | Ritratto dello Scarabelli                                         | 1882 | Grafite su carta | Ritratto a grafite su carta di cm 50 x 70 del 1882 del filologo e mecenate Luciano Scarabelli custodito nella pinacoteca della Biblioteca Scarabelli di Caltanissetta. «Lo studioso critico d’arte Gino Cannici ritiene che Tripisciano abbia ricreato di Scarabelli un’immagine molto vivida con una tecnica sicura nei morbidi effetti chiaroscurali che sovrastano il modello fotografico a cui il ritratto s’ispira.» (A. Vitellaro) |
|      | Bambino sdraiato                                                  | 1913 | Marmo            | Ultima opera dell'artista custodita nel Palazzo della Provincia di Caltanissetta; l'attribuzione all'artista è incerta forse l'opera secondo alcuni è da attribuire al Frattallone .Essa mostra un bambino di otto anni semi sdraiato che gioca con delle pietre. |

#### Altre opere nissene
Altre opere dell'autore presenti nella città di Caltanissetta sono tutte conservate nel Museo Tripisciano di Palazzo Moncada, tranne alcune, di seguito elencate, presenti in alcuni edifici pubblici o nel cimitero monumentale cittadino:
- Baronessa Calogera Morillo (1912), Cimitero monumentale Angeli, Cappella Morillo di Caltanissetta;
- Busto in marmo del Barone Guglielmo Luigi Lanzirotti (1902), Cimitero monumentale “Angeli”, Cappella Lanzirotti di Caltanissetta;
- Busto in marmo della Baronessa Angelina Lanzirotti (1902), Cimitero monumentale “Angeli”, Cappella Lanzirotti di Caltanissetta;
- Lapide funeraria di Ferdinando Tripisciano (1904), Cimitero monumentale “Angeli”  di Caltanissetta;
- Madonna in trono col Bambino (1895), Cimitero monumentale “Angeli”, Cappella Testasecca di Caltanissetta;
- Maria (1880), Museo diocesano di Caltanissetta;
- Senatore Francesco Morillo di Trabonella (1912), Cimitero monumentale “Angeli”, Cappella Morillo di Caltanissetta.

### Opere romane
La notorietà raggiunta dall'artista fece sì che ebbe molti committenti romani tanto che oggi la città di Roma è ricca di sue opere:
| Foto | Opera                                                     | Anno | Luogo | Note descrittive |
| ---- | --------------------------------------------------------- | ---- | ----- | --- |
|      | Monumento a Giuseppe Gioachino Belli                      | 1913 | Roma  | L'opera monumentale più famosa dell'autore: il Monumento a Gioacchino Belli è nella piazza a lui dedicata a Roma. Ultima opera dell'artista nisseno (1913), testimonia la maturità ormai compiuta dell'artista «si allontana dalla sua retorica celebrativa, nel quale compaiono interessi verso un certo naturalismo, soprattutto negli altorilievi del basamento e nei bassorilievi nei quali si legge il riferimento alle incisioni popolari del Pinelli.» (Franco Spena) |
|      | Paolo                                                     | 1898 | Roma  | Paolo statua in marmo per il palazzo di Giustizia di Roma. |
|      | Ortensio                                                  | 1898 | Roma  | Ortensio statua in marmo per il palazzo di Giustizia di Roma. |
|      | 12 medaglioni degli apostoli                              | 1902 | Roma  | Dodici medaglioni con gli Apostoli per la chiesa di San Gioacchino a Roma; 1902. |
|      | San Giuseppe                                              | 1904 | Roma  | Per la chiesa di San Gioacchino fu eseguita la scultura di San Giuseppe, collocata nella cappella del Belgio. |
|      | Sacro Cuore                                               | 1904 | Roma  | Per la chiesa di San Gioacchino fu eseguita la scultura del Sacro Cuore, collocata nella cappella della Francia. |
|      | La Sicilia                                                | 1909 | Roma  | La Sicilia, altorilievo sull'Altare della Patria a Roma. |
|      | Battesimo di Gesù                                         | 1912 | Roma  | Battesimo di Gesù, bassorilievo in marmo presso la chiesa di Sant'Andrea della Valle; 1912. |
|      | Monumento sepolcrale ai coniugi Nardi                     | ?    | Roma  | |
|      | Crocifisso (bronzo)                                       | ?    | Roma  | Cappella gentilizia Borrelli nel Cimitero del Verano. |
|      | Busto di Pasquale Stanislao Mancini                       | 1889 | Roma  | Camera dei Deputati. |
|      | Busto del Pittore Podesti                                 | 1890 | Roma  | Accademia S. Luca; Circolo Artistico. |
|      | Bassorilievi al Caffè Aragno                              | 1894 | Roma  | |
|      | Monumento alla Famiglia Visocchi                          | ?    | Roma  | |
|      | Supporti del Palco Reale al Teatro Argentina              | ?    | Roma  | |
|      | Lapide in onore degli ufficiali medici morti in guerra    | 1900 | Roma  | Ospedale del Celio |
|      | Ricordo in bronzo dei telegrafisti                        | 1901 | Roma  | Pantheon. |
|      | Immacolata                                                | 1902 | Roma  | Nella Cappella degli U. S. A. in S. Gioacchino. |
|      | Dodici Angeli e stucchi                                   | 1905 | Roma  | S. Andrea della Valle |
|      | Busto dell'incisore Paolo Mercuri                         | 1909 | Roma  | Pincio |
|      | Busto di Carlo Mayr                                       | 1911 | Roma  | Gianicolo |
|      | L'Adriatico (Fontana)                                     | 1911 | Roma  | Foro delle Regioni (Fontana ora distrutta). |
|      | Figure decorative                                         | ?    | Roma  | Aula Massima di Cassazione. |
|      | Monumento al Card. Sebastiano Martinelli                  | ?    | Roma  | Chiesa di S. Agostino. |
|      | Fontana Monumentale                                       | ?    | Roma  | Palazzo Torlonia |
|      | Addolorata                                                | ?    | Roma  | Cappella Gentilizia Borrelli. |
|      | Crocifisso                                                | ?    | Roma  | Cappella Gentilizia Borrelli. |
|      | Monumento sepolcrale ai coniugi Nardi                     | ?    | Roma  | |
|      | Monumento agli Artiglieri caduti nelle battaglie d'Africa | ?    | Roma  | |
|      | Architrave                                                | ?    | Roma  | Palazzo di Giustizia. |
|      | Umberto I e Margherita di Savoia                          | ?    | Roma  | Palazzo del Quirinale. |

### Altre opere
Altre opere dell'artista che si trovano in città diverse da Roma, dove visse lungamente, e Caltanissetta, dove nacque e morì, sono:
| Foto | Opera                                             | Anno | Luogo                     | Note descrittive |
| ---- | ------------------------------------------------- | ---- | ------------------------- | --- |
|      | Fontana del Nettuno                               | 1889 | Marino                    | La fontana, collocata al centro di piazza San Barnaba davanti alla facciata della basilica di San Barnaba, consiste in una vasca ellittica[123] di travertino con due fontanelle laterali ed al centro un pregevole gruppo scultoreo in marmo bianco del Nettuno con Tritone. La fontana venne commissionata dal Comune nel 1889 allo scultore Michele Tripisciano. |
|      | Autoritratto a 17 anni                            | 1877 | Manduria (TA)             | Autoritratto giovanile (Grafite su carta), creato durante il suo soggiorno al San Michele a Ripa soli 17 anni, si evincono le grandi qualità tecniche dell'artista nisseno. |
|      | Autoritratto                                      | 1888 | Manduria (TA)             | Autoritratto giovanile (Grafite su carta), foglio di proprietà degli eredi a Manduria in provincia di Taranto. |
|      | Busto della madre Calogera Falci                  | 1911 | Manduria (TA)             | Emotivamente coinvolgente per l'autore, il ritratto in terracotta della madre mostra una donna anziana dignitosissima, l'opera mostra di essere lavorata di getto per la presenza dell'abito non finito. L'opera è di proprietà degli eredi Tripisciano. |
|      | W. E. Gladstone                                   | 1895 | Recanati                  | Pinacoteca |
|      | L'Avaro                                           | 1913 | Manduria (TA)             | Proprietà eredi Tripisciano |
|      | Sei altorilievi e quattro figure                  | ?    | Windsor                   | Posto nella Cattedrale |
|      | Cavallo di marmo                                  | ?    | Recanati                  | Galleria del palazzo podestarile “Giacomo Leopardi". |
|      | Statue sacre                                      | ?    | New York                  | In varie chiese. |
|      | Statue sacre                                      | ?    | Buenos Aires              | Chiesa San Paolo. |
|      | Galatea                                           | 1880 | Londra                    | Figura mitologica protettrice dei marinai, è visibile a Londra ed è firmata: F.sco Fabi Altini scolpì. |
|      | Archimede                                         | 1889 | Siracusa                  | |
|      | Fontana del Sedio                                 | 1888 | Carpineto Romano          | |
|      | Fontana di Piazza Margherita                      | 1888 | Carpineto Romano          | |
|      | Fontana Monumentale di Marino                     | 1890 | Marino                    | |
|      | Monumento a Carlo Papa                            | 1891 | Modica                    | |
|      | Monumento sepolcrale alla Famiglia Saija          | 1892 | Palermo                   | Cimitero di Sant'Orsola. |
|      | Gruppo marmoreo della beata Giulia Billiart       | 1906 | Liverpool e Namur         | |
|      | Madonna col Bambino                               | 1909 | Milano                    | Nella Chiesa del Corpus Domini. |
|      | Monumento a Rainieri Carlo Molteni                | 1910 | Milano                    | Nella Chiesa del Corpus Domini. |
|      | Monumento funebre al chirurgo Lamberti Rossi      | 1913 | Terracina                 | Cimitero. |
|      | Monumento al Parroco Federico Fiandaca            | ?    | Santa Caterina Villarmosa | Nella Madrice. |
|      | Monumento alla Famiglia Bisocchi                  | ?    | Atina (Frosinone)         | Nel cimitero. |
|      | Bagnante in bronzo argentato per il Principe Said | ?    | Cairo                     | |
|      | Madonna col Bambino                               | ?    | Parigi                    | Nella cattedrale di Notre Dame. |
|      | Monumento a Marco Minghetti                       | ?    | ?                         | Bozzetto |
|      | Monumento a Garibaldi                             | ?    | ?                         | Bozzetto |
|      | Monumento a Benedetto Brin                        | ?    | ?                         | Bozzetto |

## Onorificenze
A Roma nel quartiere: Casetta Mattei, gli è stata intitolata una via cittadina.